# Cầu Eshima Ohashi
Cầu Eshima Ohashi (江島大橋 Eshima Ōhashi) là một cây cầu ở Nhật Bản nối liền Matsue và Sakaiminato, bắc qua hồ Nakaumi. Nó được xây dựng từ năm 1997 đến năm 2004, và là cây cầu khung cứng lớn nhất ở Nhật Bản và lớn thứ ba trên thế giới. Hình ảnh của cây cầu đã được lan truyền rộng rãi trên internet, do tính chất dốc đứng của nó khi được chụp từ xa bằng ống kính tele, nhưng trên thực tế, nó có độ dốc ít rõ rệt hơn, 6,1% ở phía Shimane và 5,1% ở phía Tottori.
Cầu Eshima Ohashi thay thế cầu trục trước đó, vì giao thông thường xuyên bị cản trở bởi tàu thuyền trong khoảng 7 đến 8 phút, chỉ cho phép xe dưới 14 tấn và chỉ có 4000 xe được phép qua cầu mỗi ngày.